# 최도자
최도자(崔道子, 1955년 3월 4일 ~ )는 대한민국의 유아교육인이자 제20대 국회의원이다.

## 학력
- 여수삼일중학교 졸업
- 진성여자고등학교 졸업
- 방송통신대학교 유아교육학과 학사
- 전남대학교 교육대학원 교육학 석사

## 경력
- 여천어린이집 원장
- 한국어린이집총연합회 부회장
- 전국국공립어린이집연합회 회장
- 2016년 4월 13일: 대한민국 제20대 국회의원 선거 당선(비례대표, 국민의당, 초선)
- 2016.05 ~ 2020.05 제20대 국회의원(비례대표, 국민의당→바른미래당→민생당,  초선)
  - 2016.06 ~ 2018.02 제20대 국회 전반기 보건복지위원회 위원
  - 2017.11 ~ 2018.05 제20대 국회 전반기 운영위원회 위원
  - 2017.12 ~ 2018.05 제20대 국회 미세먼지 대책 특별위원회 간사
  - 2018.02 ~ 2018.05 제20대 국회 전반기 보건복지위원회 간사
  - 2018.07 ~ 2020.05 제20대 국회 후반기 보건복지위원회 간사
  - 2018.11 ~ 2019.05 제20대 국회 후반기 예산결산특별위원회 위원
- 2017.01 ~ 2018.02 국민의당 원내부대표
- 2018.02 ~ 2018.06 바른미래당 원내부대표(기획)
- 2018.02 ~ 2018.07 바른미래당 원내대표 비서실장
- 2018.02 ~ 2018.10 국민의당→바른미래당 전라남도당 여수시 갑 지역위원회 위원장
- 2018.06 ~ 2019.05 바른미래당 원내부대표(여성)
- 2018.11 ~ 2020.02 바른미래당 전라남도당 여수시 갑 지역위원회 위원장
- 2019.03 ~ 2020.02 바른미래당 미세먼지대책특별위원회 부위원장
- 2019.05 ~ 2020.02 바른미래당 수석대변인
- 2020.02 ~ 2020.05 민생당 수석대변인

## 역대 선거 결과
|  | 26.74% |

|  | 2.71% |

## 소속 정당
| 소속 정당 | 소속 정당  | 소속 기간 | 비고           |
| --------- | ---------- | --------- | -------------- |
|           | 국민의당   | 2016~2018 | 창당 정계 입문 |
|           | 바른미래당 | 2018~2020 | 합당           |
|           | 민생당     | 2020~2024 | 합당           |
|           | 기후민생당 | 2024~2025 | 당명 변경      |
|           | 민주평화당 | 2025~현재 | 당명 변경      |

## 같이 보기
- 대한민국 제20대 국회의원 선거 국민의당 후보 목록#비례대표

## 가족 관계
- 어머니: 장순심(2022년 6월 별세)